# Austria en los Juegos Olímpicos de Montreal 1976
Austria estuvo representada en los Juegos Olímpicos de Montreal 1976 por un total de 60 deportistas que compitieron en 15 deportes.  
El portador de la bandera en la ceremonia de apertura fue el piragüista Günther Pfaff.

## Medallistas
El equipo olímpico austríaco obtuvo las siguientes medallas:
| Nombre           | Deporte | Competición          |
| ---------------- | ------- | -------------------- |
| Oro              |         |                      |
| —                |         |                      |
| Plata            |         |                      |
| —                |         |                      |
| Bronce           |         |                      |
| Rudolf Dollinger | Tiro    | Pistola libre 50 m M |